# 4,5-inch-Mark-8-Schiffsgeschütz

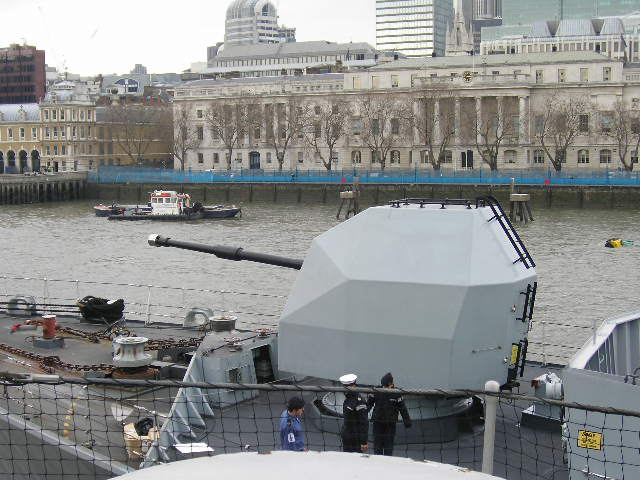
Schiffsgeschütz 4,5 inch Mk 8 Mod 1 auf der HMS Northumberland (F238). Die Geschützverkleidung ist speziell geformt, um die Radarrückstrahlung zu reduzieren.

Beim 4,5 inch (114 mm) Mark 8 handelt es sich um ein britisches Schiffsgeschütz. Das aktuelle 4,5-inch-Geschütz ist seit über 30 Jahren die Standardrohrwaffe der Royal Navy gegen See-, Land- und Luftziele.
Das 4,5-inch-Mark-8-Geschütz ersetzte dabei das QF 4,5-inch-Geschütz, das seit 1938 im Einsatz war. Offiziell wird das Kaliber mit 4,5 inch angegeben, was 114 mm entsprechen würde. Dies ist jedoch nur ein gerundeter Wert, genau beträgt das Kaliber 4,45 inch, was 113 mm entspricht. Mit einem zunehmenden Fokus auf die Bekämpfung von Landzielen befindet sich nun auch eine Variante im Kaliber 155 mm in Planung.

## Entwicklung

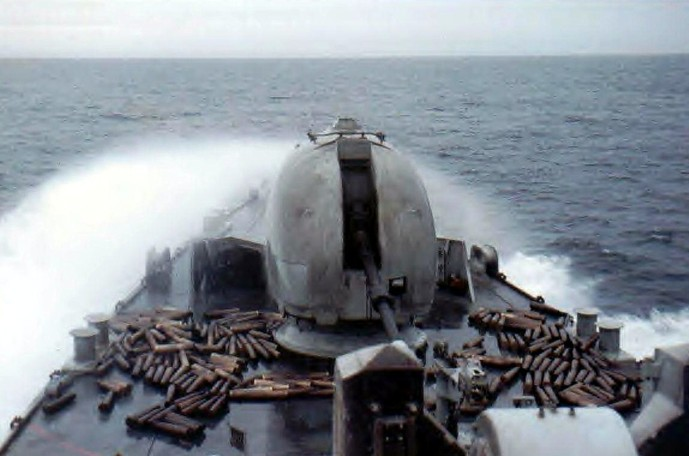
Ausgeworfene Patronenhülsen der HMS Cardiff (D108) während des Falklandkrieges

In den 1960er-Jahren stellte die Royal Navy einen Bedarf für ein komplett neues 4,5-inch-Geschütz für ihre neuen Fregatten und Zerstörer fest. Die neue Waffe sollte von Vickers gebaut werden, die Entwicklung wurde jedoch vom Royal Armament Research and Development Establishment durchgeführt. Als Grundlage diente die 105-mm-Haubitze des FV433 Abbot SPG.
Zuerst sollte das Geschütz eine hohe Kadenz von etwa 90 Schuss pro Minute aufweisen; im Laufe der Entwicklung wurde diesem Kriterium jedoch weniger Bedeutung zugestanden und stattdessen dem schnellen Erstellen der Einsatzbereitschaft sowie der Zuverlässigkeit eine höhere Aufmerksamkeit zugedacht. Dieser Sinneswandel ermöglichte die Verwendung leichterer Komponenten, insbesondere wurde anstelle der Zwillingstürme des Vorgängermodells ein neuer Einzelturm verwendet. Zu den Veränderungen gehören auch die Verwendung von in einem Stück gefertigter Munition und eines Turms aus glasfaserverstärktem Kunststoff, womit das Gewicht weiter reduziert werden konnte.
Zur Geschützanlage gehören außer dem sichtbaren Geschützturm auf Deck noch weitere Anlagen, die drei weitere Decks darunter einnehmen. Dazu gehören das Magazin, der Kontrollraum und das Hydraulik- und Elektriksystem, das für die Ausrichtung und Elevation des Geschützes zuständig ist.
Des Weiteren ist das Mark-8-Geschütz im Gegensatz zu seinen Vorgängern halbautomatisch. Die Bedienung konnte so wesentlich vereinfacht werden und erhebliche Personaleinsparungen waren möglich. So ist beispielsweise kein Personal mehr nötig, um das Geschütz zu laden; die Projektile müssen nur noch ausgewählt und vom Magazin in den Munitionsring befördert werden. Die kontinuierliche Einsatzfähigkeit des Geschützes wird vom so genannten Captain of the Gun sichergestellt, während der so genannte Gun Controller, der in der Operationszentrale (OPZ) des Schiffes sitzt, alleinig in der Lage ist, das Geschütz auszurichten und abzufeuern. Zur Ausrichtung des Geschützes wird ein elektro-optisches Feuerleitsystem vom Typ Sea Archer 30 verwendet.
Die Kadenz beträgt etwa 25 Schuss pro Minute; die Reichweite liegt bei 12 sm, was etwa 22 km entspricht. Mit der neuen High-Explosive-Extend-Range-Geschossen soll eine Reichweite von 27,5 km möglich sein. Die Kaliberlänge liegt bei L55.
Obwohl die neuen Geschütze besonders zuverlässig sein sollten, musste im Falklandkrieg mehrfach das Feuern wegen technischer Probleme unterbrochen werden, während bei den noch in Verwendung befindlichen Vorgängergeschützen keinerlei Probleme mit der Zuverlässigkeit auftraten.

## Varianten

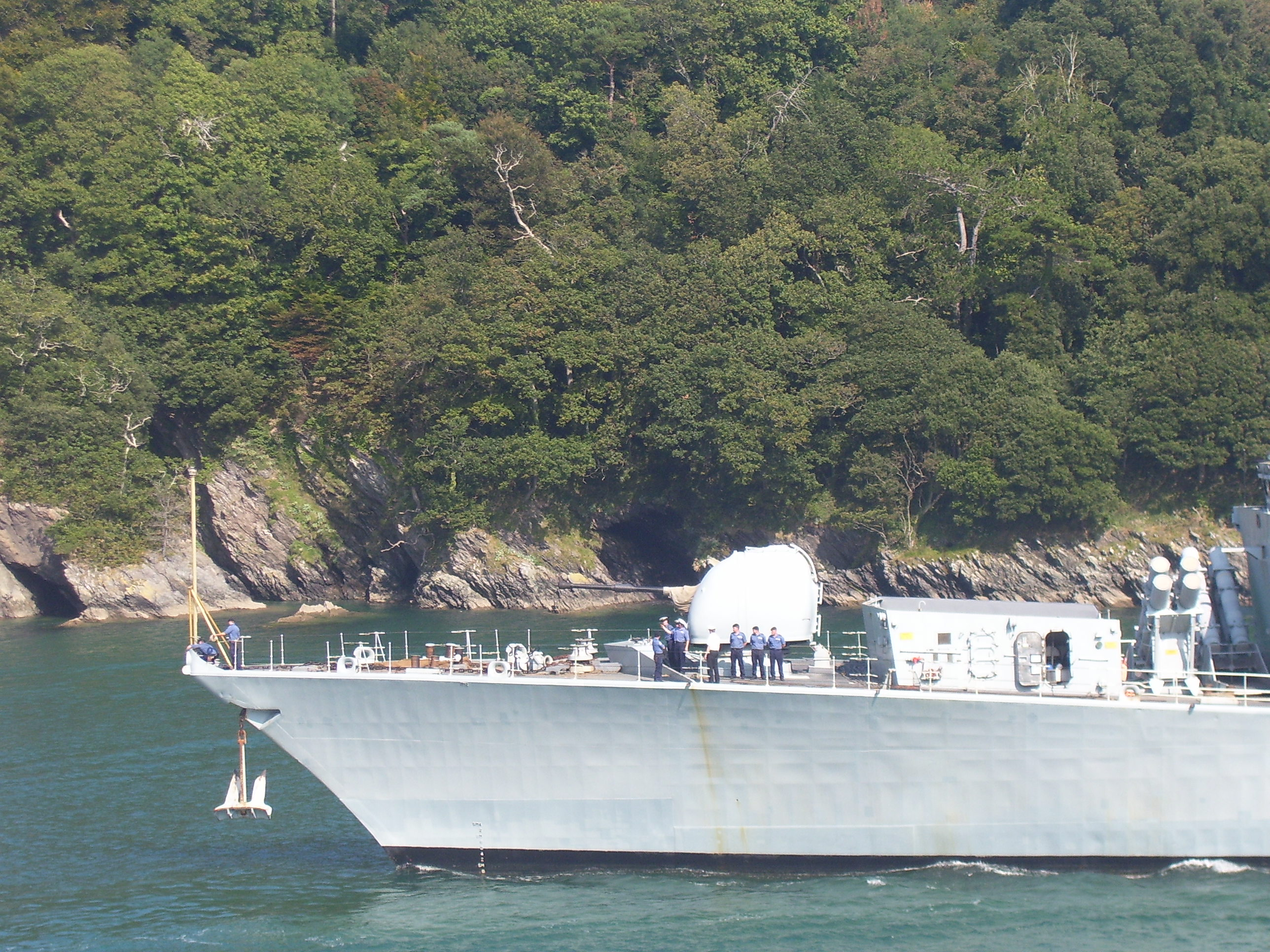
Mark-8-Mod-0-Geschütz der HMS Sutherland (F81)

### Mark 8 Mod 0
Die zwischen 1971 und 2000 gebaute ursprüngliche Variante.

### Mark 8 Mod 1
Die bisher einzige größere Modifikation ist die Mark 8 Mod 1, die Ende der 1990er-Jahre entwickelt wurde. Die sichtbarste Veränderung ist die Verwendung einer komplett neuen Verkleidung für den Geschützturm, die so geformt ist, dass die Radarrückstrahlung möglichst gering gehalten wird. Es wurde aber auch die gesamte Hydraulik zum Laden und Drehen der Kanone entfernt und durch ein vollelektrisches System ersetzt. Diese Variante erhielt bei der Marine den Spitznamen Kryten Gun, weil der neue Geschützturm Ähnlichkeiten mit dem Kopf eines Roboters namens Kryten der britischen Sci-Fi Serie Red Dwarf aufweist.
Die Mark 8 Mod 1 wurde vordergründig für die Schiffe der Daring-Klasse entwickelt. Jedoch soll auch auf allen Fregatten der Duke- und Broadsword-Klasse nachgerüstet werden. Als erste Einheiten erhielten die Fregatten Norfolk und Cumberland das neue Geschütz.

### 155-mm-Variante
Das britische Verteidigungsministerium und BAE Systems arbeiten derzeit an einem neuen 155-mm-Geschütz für die neueste Generation britischer Kriegsschiffe wie die Zerstörer der Daring-Klasse. Davon erhofft man sich ein wesentlich breiteres Einsatzspektrum gegen Landziele, deren Bekämpfung in den Taktiken westlicher Marinen seit Ende des Kalten Krieges erheblich an Bedeutung gewonnen haben.
Um die Kosten gering zu halten, soll der grundsätzliche Geschützaufbau des Mark 8 Mod 1 übernommen werden, während das Kanonenrohr und weitere Kernelemente von der Panzerhaubitze AS90 des britischen Heeres übernommen werden sollen. Neben den Kosten würden sich dadurch auch in der Logistik erhebliche Vorteile ergeben. Während das 4,5-inch-Kaliber außerhalb der Royal Navy praktisch keine Verwendung findet, handelt es sich beim 155-mm-Kaliber um eine Standardgröße der NATO. So könnten British Army und Royal Navy insbesondere bei der Entwicklung moderner reichweitengesteigerter und gelenkter Munition zusammenarbeiten, gegebenenfalls wäre auch eine internationale Zusammenarbeit möglich. Im Vergleich zu anderen modernen Schiffgeschützprojekten wie dem Advanced Gun System für die Zumwalt-Klasse wäre ein solches Geschütz trotz des größeren 155-mm-Kalibers ein relativ schwaches Geschütz, da es nur eine Kaliberlänge von L39 aufweisen würde. Ein weitergehendes Projekt würde jedoch erheblich mehr kosten sowie Probleme beim Einbau auf bereits vorhandenen Schiffe bereiten, da der Rückstoß wesentlich größer wäre.

## Verwendung
4,5-inch-Mark-8-Geschütze finden seit 1971 Verwendung. Erster Nutzer war 1971 die Fregatte Zaal, die an den damals noch prowestlichen Iran exportiert wurde. In der Royal Navy erhielt der Zerstörer HMS Bristol als erste Einheit das Mark 8 im Jahre 1973.

### Einheiten
Vereinigtes Königreich
- Daring-Klasse (Zerstörer)
- Duke-Klasse (Fregatten)
- Broadsword-Klasse (Fregatten)
- Amazon-Klasse (Fregatten)
- Sheffield-Klasse (Zerstörer)
- HMS Bristol, (Zerstörer)

Weitere Staaten
- Niteroi-Klasse (Fregatten, Brasilien)
- Inhaúma-Klasse (Korvetten, Brasilien)
- Alvand-Klasse (Fregatten, Iran)
- Verschiedene ex-RN Einheiten, die ins Ausland weiterverkauft wurden